# Horace F. Clark

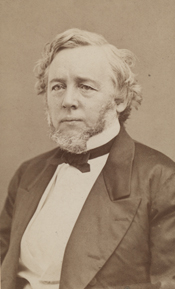
Horace F. Clark

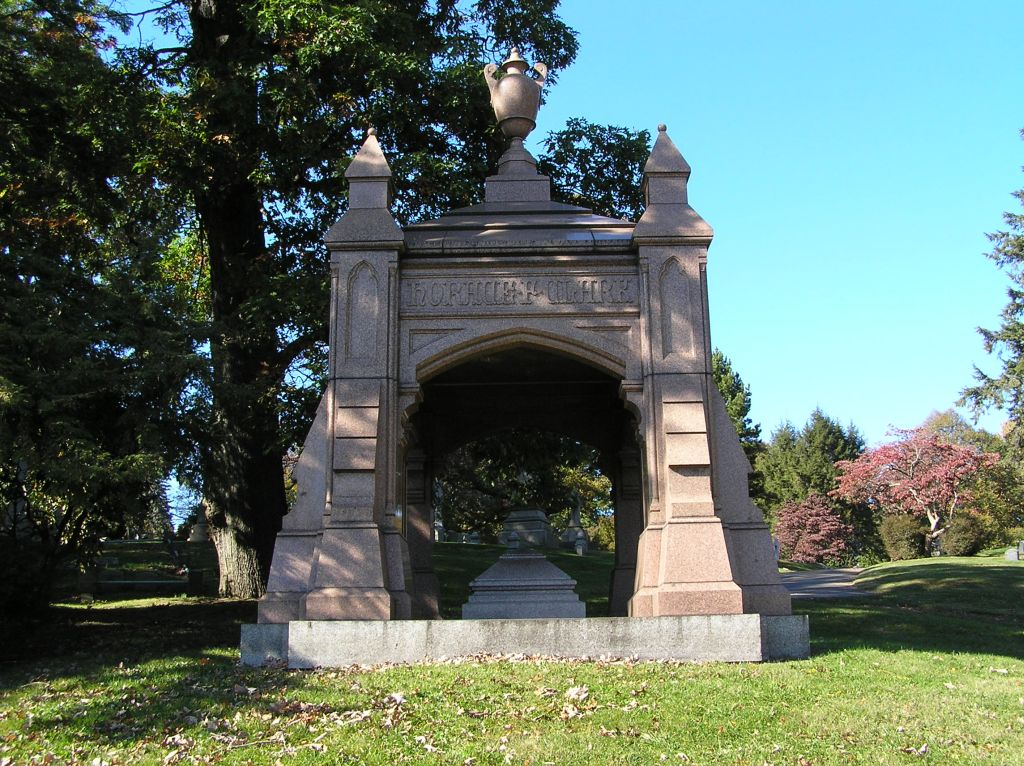
Das Mausoleum von Horace F. Clark

Horace Francis Clark (* 29. November 1815 in Southbury, Connecticut; † 19. Juni 1873 in New York City) war ein US-amerikanischer Politiker. Zwischen 1857 und 1861 vertrat er den Bundesstaat New York im US-Repräsentantenhaus.

## Werdegang
Geboren als Sohn eines Pfarrers besuchte Horace Francis Clark das Williams College in Williamstown (Massachusetts) wo er 1833 graduierte. Er studierte Jura, bekam seine Zulassung als Anwalt und begann dann 1837 in New York City zu praktizieren. 1848 nahm er eine Anstellung bei Charles A. Rapallo an, der zu dieser Zeit Cornelius Vanderbilt vertrat. Im Laufe der Zeit wurde er wohlhabend, verfolgte eine politische Laufbahn und war im Eisenbahngeschäft tätig. Am 13. April 1848 heiratete er Vanderbilts Tochter Miria Louise.
Politisch gehörte er der Demokratischen Partei an. Bei den Kongresswahlen des Jahres 1856 wurde er im achten Wahlbezirk von New York in das US-Repräsentantenhaus in Washington, D.C. gewählt, wo er am 4. März 1857 die Nachfolge von Abram Wakeman antrat. Im Jahr 1858 wurde er als Anti-Lecompton-Demokrat in den 36. Kongress gewählt. Er schied nach dem 4. März 1861 aus dem Kongress aus.
Nach seiner Kongresszeit wurde er Direktor der New York and Harlem Railroad und nachher Präsident der Union Pacific Railroad, der Michigan Southern Railroad und vieler anderer Eisenbahngesellschaften. Er war Active Manager der Western Union Telegraph Co. und Präsident der Union Trust Co.
Er verstarb am 19. Juni 1873 in New York City und wurde dann auf dem Woodlawn Cemetery beigesetzt.